# Daniel Pauly
Daniel Pauly (París, 1946) és un científic francès doctorat en biologia pesquera i oceanografia biològica per la Universitat de Kiel (Alemanya). Actualment dirigeix el Centre de Pesqueries de la University of British Columbia (Vancouver, Canadà), al qual va arribar el 1994, després de passar uns anys a l'International Centre for Living Aquatic Resource Management (ICLARM) de Manila.
El professor Daniel Pauly és una autoritat mundial en l'estudi del declivi de les reserves pesqueres i la resposta dels ecosistemes a la pressió humana. Ha desenvolupat i utilitzat noves tècniques que han permès l'anàlisi dels impactes globals de la pesca sobre els ecosistemes marins. Ha quantificat aquests impactes per mitjà d'un àmpliament acceptat "Índex Tròfic Marí" i ha convertit el model Ecopath en una de les eines de modelització d'ecosistemes més utilitzades. La NOAA (National Oceanic and Atmospheric Administration, dels Estats Units) ha considerat aquest model com un dels assoliments més destacats dels darrers 200 anys.
Aquesta brillant trajectòria professional ha estat sempre al servei de la lluita per conservar els ecosistemes marins. Un paper que desenvolupa principalment a través de la junta directiva de l'organització Oceana.
Aquest activisme l'ha portat a denunciar en diverses ocasions la permissivitat de diferents governs amb tècniques pesqueres que -com la de l'arrossegament- permeten la captura de peixos de nivells tròfics cada vegada més baixos, fins a advertir en diverses ocasions que, si no es posa remei, en un futur pròxim "del mar només podrem treure meduses i sopa de plàncton". També ha denunciat reiteradament la política pesquera de la UE, que considera "una farsa", i ha reclamat reserves marines donada la situació límit que, assenyala, pateixen els ecosistemes marins.
Pel seu compromís ambiental, ha rebut diversos guardons, entre d'altres l'International Cosmos Prize, al Japó (2005), el Volvo Environment Prize (2006) i el premi ECI i el Ted Danson Ocean el 2007.
Pauly és també autor de nombrosos llibres i de més de 500 articles científics. Destaquen "On the Sex of Fishes and the Gender of Scientist: a Collection of Essays in Fisheries Science" (1994), "Méthodes pour l'évaluation des ressources halieutiques" (1997), "In a Perfect Ocean: fisheries and ecosystem in the North Atlantic" (2003) i "Darwin's Fishes: an encyclopedia of ichthyology, ecology and evolution" (2004).